# 周希令
周希令（16世紀—1622年9月16日），字子儀，號滸西，江西南昌府寧州人，明朝政治人物。

## 生平
周希令是周期亮的長子，在萬曆二十七年（1599年）以《春秋》應選選貢，二十八年（1600年）中順天府舉人，四十一年（1613年）成進士，獲授庶吉士，四十三年（1615年）授兵科給事中，前往冊封益王，謝絕對方饋遺。四十八年（1620年）歷轉禮科左給事中和右給事中，明光宗登基後上奏《中興十二要疏》，熹宗繼位後又詳細論及李可灼進獻紅丸一事，陞為戶科都給事中，魏忠賢擅權時他又和楊璉分別疏劾對方。
天啟二年（1622年）會試，周希令擔任分房考官，取錄多位熟習《春秋》的舉人，包括狀元文震孟，同年八月晉太常少卿，九天後在任內去世。自他出仕直到去世，五次獲授白金文綺金花的賞賜，入祀寧州和江西鄉賢祠。

## 引用
1. 1 2  同治《義寧州志·卷二十二·人物志》：周希令，字子儀，號滸西，期亮之長子，賁之元孫，生有異夢，賁心奇之。弱冠補子弟員，以《春秋》應選己亥選貢，中萬厯庚子順天鄉試；以文奇在摘例不與會闈，至癸丑成進士，選翰林院庶吉士。乙卯授兵科給事中，揣畧邊形如聚沙在目，以經撫兩臣不勝犄扼，亟願和衷濟艱，奏未下而事坐敗，識者服其明遠；尋冊封益藩，命公行焉，櫛被蕭然，謝絕饋遺。庚申轉禮科左右給事，神宗晏駕，光宗御極，銳意圖治，上《中興十二要疏》，如賈山至言、令職諫垣、為禁掖臣，其論李可灼進紅丸事甚詳且悉；至熹宗立而逆璫起，令與楊公漣之疏忠可貫日，壬戌春會天下士，有分房之任，公素以麟經名，一時業麟經者皆願出其門闈中，所拔果得及第一人文公震孟焉。是年八月天子嘉勞，晉太常少卿，甫九日而卒於仕。自筮仕以逮捐館，授白金文綺金花之賞者五荷，譽命者再俎豆州庠，升祀省宮。
2. ↑  《明熹宗悊皇帝實錄·卷六》：（天啟元年二月丙寅）陞禮科左給事中周希令為戶科都給事中。
3. ↑  《明熹宗悊皇帝實錄》·卷二十五：（天啟二年八月丙寅）陞禮科都給事中周希令為太常少卿……